# Мухин, Пётр Петрович
Пётр Петрович Мухин (8 (20) января 1857 — не ранее 1917) — русский военный деятель, генерал от инфантерии (1915). 

## Биография
Родился в 1857 году. Окончил сперва Киевскую военную гимназию (1873) и Михайловское артиллерийское училище (1876), откуда был выпущен подпоручиком в Киевскую крепостную артиллерию. Принимал участие в Русско-турецкой войне 1877—78 годов в составе 27-й артиллерийской бригады, приданной пехотной дивизии того же номера. Поручик (1877).
Поступил в Михайловскую артиллерийскую академию, но был исключён оттуда по подозрению в связях с народовольцами (1879). После этого поступил в Александровскую военно-юридическую академию, которую успешно и окончил (выпуск 1884; по первому разряду; с производством в капитаны). 
Начиная с 1884 года служил на следующих должностях: 
- Помощник прокурора Виленского военно-окружного суда (1885—1889; с 1887 — подполковник)
- Военный следователь Виленского военно-окружного суда (1889—1896; с 1891 — полковник)
- Судья Виленского военно-окружного суда (1896—1903; с 1900 — генерал-майор)
- Прокурор Варшавского военно-окружного суда (1903—1905)
- Прокурор  Петербургского военно-окружного суда (1905—1906)
- Председатель Виленского военно-окружного суда (1906—1907)
- Председатель Петербургского военно-окружного суда (1907—1909; с 1907 года — генерал-лейтенант)
- Постоянный член Главного военного суда (1909—1917; с 1915 года — генерал от инфантерии).

Имел все награды вплоть до ордена Белого Орла (1915). 
Вскоре после Февральской революции был уволен в отставку по собственному прошению. Дальнейшая судьба неизвестна.

## Семья
Брат — генерал-майор (с 1913), военный артиллерист Леонид Петрович Мухин (1855 — не ранее 1917).

## Награды
- Орден Святой Анны 4 степени (1879)
- Орден Святой Анны 3-й степени (1888)
- Орден Святого Станислава 2-й степени (1892)
- Орден Святой Анны 2-й степени (1894)
- Орден Святого Владимира 4-й степени (1896)
- Орден Святого Владимира 3-й степени (1903)
- Орден Святого Станислава 1-й степени (1906)
- Орден Святой Анны 1-й степени (1910)
- Орден Святого Владимира 2-й степени (1913)
- Орден Белого Орла (1915)